# Färöischer Fußballpokal 1973
Der Färöische Fußballpokal 1973 fand zwischen dem 20. Mai und 23. September 1973 statt und wurde zum 19. Mal ausgespielt. Im Endspiel, welches im Gundadalur-Stadion in Tórshavn auf Kunstrasen ausgetragen wurde, siegte Titelverteidiger HB Tórshavn mit 3:1 gegen KÍ Klaksvík und konnte den Pokal somit zum fünften Mal in Folge sowie zum elften Mal insgesamt gewinnen.
HB Tórshavn und KÍ Klaksvík belegten in der Meisterschaft die Plätze eins und zwei, dadurch erreichte HB Tórshavn das Double.

## Teilnehmer
Teilnahmeberechtigt waren folgende sechs Mannschaften der Meistaradeildin:
| Meistaradeildin                                                           |
| B36 Tórshavn HB Tórshavn ÍF Fuglafjørður KÍ Klaksvík TB Tvøroyri VB Vágur |

## Modus
Für den Pokal waren alle Erstligisten zugelassen. Diese spielten zunächst in einer Runde drei Teilnehmer aus, wovon einer direkt für das Finale qualifiziert war. Die übrigen beiden Mannschaften ermittelten den zweiten Finalteilnehmer. Alle Runden wurden im K.-o.-System ausgetragen.

## Qualifikationsrunde
Die Partien der Qualifikationsrunde fanden zwischen dem 20. Mai und 15. Juli statt.
|                 | Ergebnis |              |
| --------------- | -------- | ------------ |
| TB Tvøroyri     | 0:3      | HB Tórshavn  |
| ÍF Fuglafjørður | 1:4      | KÍ Klaksvík  |
| VB Vágur        | 4:0      | B36 Tórshavn |

## Halbfinale
Die Halbfinalpartie fand am 16. September statt.
|             | Ergebnis |          |
| ----------- | -------- | -------- |
| KÍ Klaksvík | 2:1      | VB Vágur |
| HB Tórshavn |          | Freilos  |

## Finale
| Paarung  | HB Tórshavn – KÍ Klaksvík |
| Ergebnis | 3:1                       |
| Datum    | 23. September 1973        |
| Stadion  | Gundadalur, Tórshavn      |
| Tore     | ?                         |